# Agrius luctifera
Agrius luctifera là một loài bướm đêm thuộc họ Sphingidae. Nó được tìm thấy ở Indonesia và New Guinea.